# Johannes Goropius Becanus

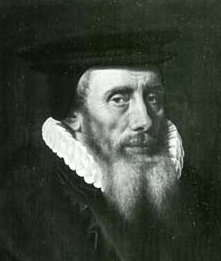
Johannes Goropius Becanus

Johannes Goropius Becanus (Gorp, 23 juni 1519 – Maastricht, 28 juni 1573), geboren als Jan van Gorp van der Beke, was een humanistisch filosoof en arts die bekend is geworden door zijn boek Origines Antwerpianae (De oorsprong van Antwerpen).

## Biografie

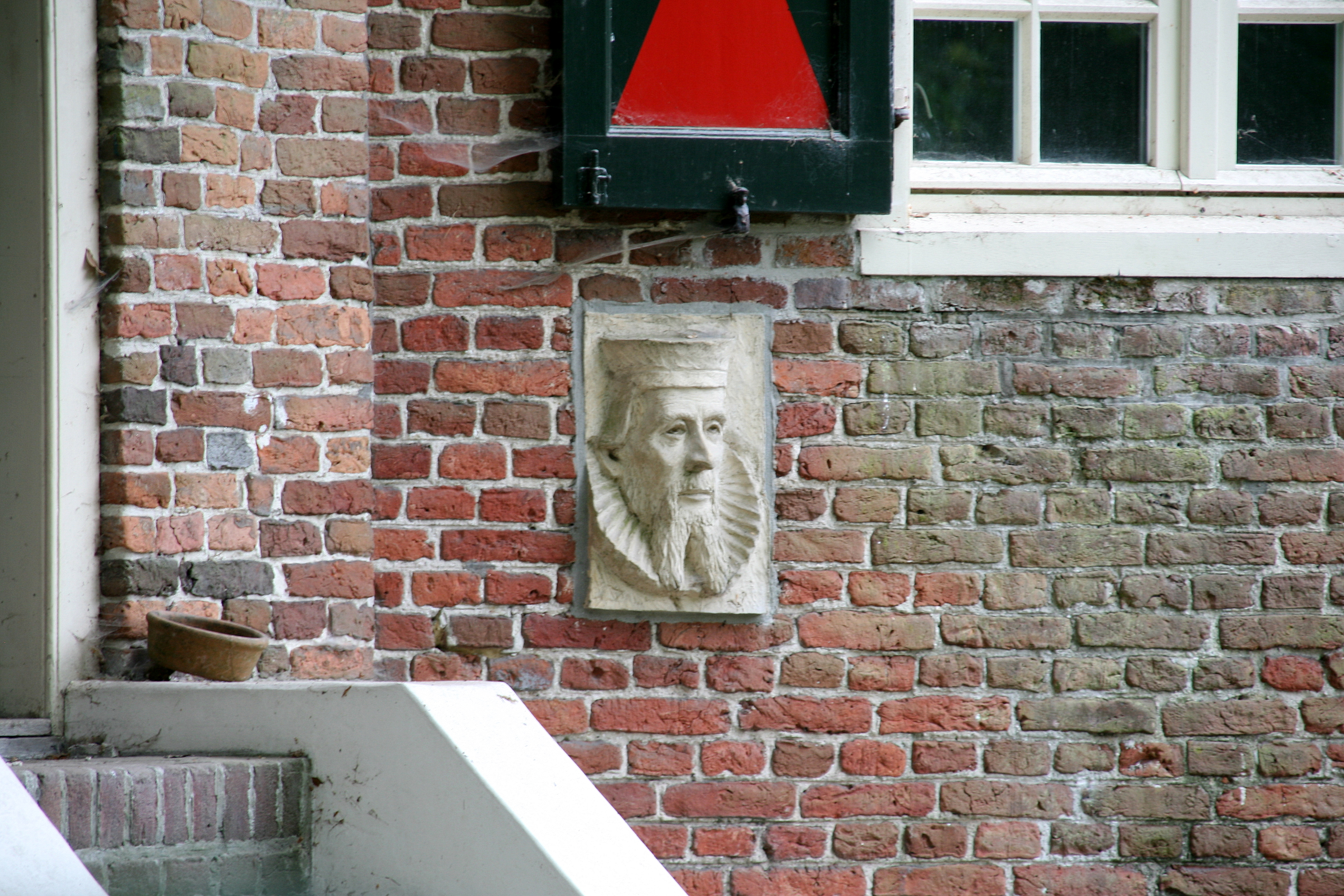
Plaquette aan de Leenhof in Gorp, mogelijk Becanus' geboortehuis

Becanus latiniseerde voor zijn achternaam de namen van zijn geboorteplaats Gorp en het nabijgelegen Beek (nu Hilvarenbeek). In de muur van de Gorpse boerderij 'Leenhof', waar Becanus geboren zou zijn, is een plaquette met zijn buste ingemetseld.

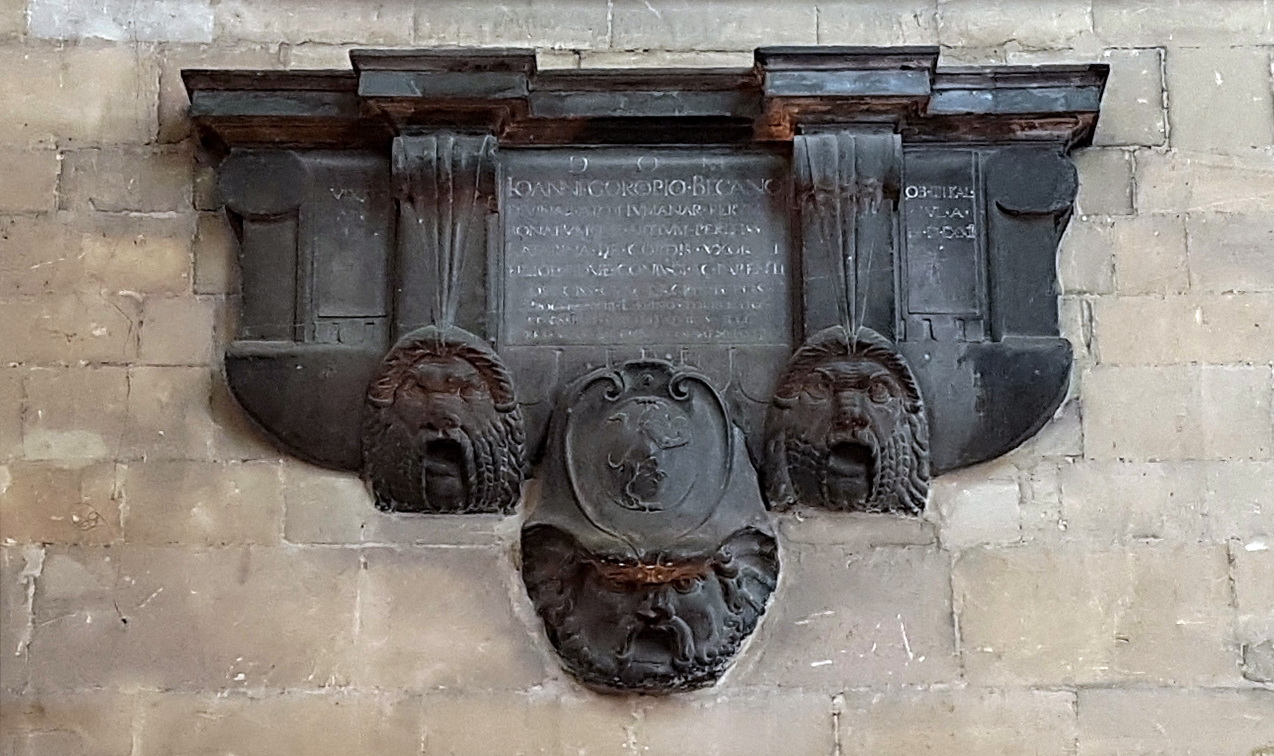
Epitaaf van Becanus in de Oude Minderbroederskerk, Maastricht

In Leuven studeerde hij wijsbegeerte en geneeskunde. Hij ondernam daarna een tocht door Italië, Frankrijk en Spanje. Hij genoot een uitstekende reputatie en werd arts aan het hof van keizer Karel V, meer bepaald voor de zussen van keizer Karel. Nadat hij zich in 1554 in Antwerpen had gevestigd werd hij stadsarts, met de (ere)titel van lijfarts van Filips II.
Becanus verliet de geneeskundige praktijk om zich toe te leggen op de wiskunde en de klassieke talen (Latijn, Grieks, Hebreeuws en 'Teutonisch'). Hij werkte mee aan de Biblia Regia van Christoffel Plantijn, de belangrijkste wetenschappelijke bijbeleditie van zijn tijd. Als vennoot had hij een belang in het bedrijf van Plantijn. Becanus schreef Latijnse gedichten, maar vooral veel oudheidkundig en taalkundig werk. Hij was een van de eersten die begreep dat talen een verleden hebben en dat de bestudering ervan licht kon werpen op dat verleden.
Maastricht werd zijn plaats van overlijden, nadat hij naar verluidt vanuit zijn woonplaats Luik was opgeroepen door Juan de la Cerda, een door Philips II benoemde, maar nooit als zodanig in de Nederlanden werkzame landvoogd. Hij zou begraven zijn in de Oude Minderbroederskerk van Maastricht, alwaar zijn epitaaf in de noordmuur van het koor is te zien.

## Goropiseren
Goropiseren is een wat onaardige jargonterm uit de archeologie. Ze is afgeleid van de naam “Goropius”. Goropius is berucht geworden omdat hij de wonderlijkste etymologieën bedacht om te bewijzen dat het Nederlands ’s werelds oudste taal is. Die beruchtheid is te betreuren, want hij was ook een van de eersten die begreep dat talen een verleden hebben en dat de bestudering van talen licht kon werpen op dat verleden.

## Publicaties
- Origines Antwerpianae, sive Cimmeriorum Becceselana novem libris complexa, Antwerpen, 1569.
- Opera Joannis Goropii Becani, Antwerpen, 1580.

### Origines Antwerpianae

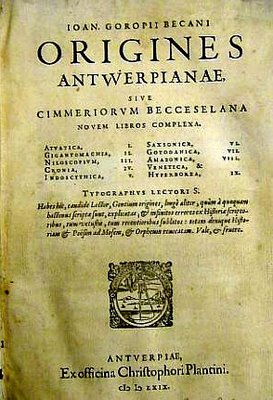
Origenes Antwerpianae

Becanus meende dat het Nederlands (of het 'Teutonisch') de enige taal was die direct van de oertaal afstamde en er nog sterk op leek. Volgens hem was dit de taal die Adam en Eva spraken. Bij de Babylonische spraakverwarring zouden alle talen ontstaan zijn, maar de nakomelingen van Jafet, een van de zonen van Noach die niet had meegebouwd aan de toren van Babel, zouden de oertaal zijn blijven spreken. De Antwerpenaren zouden de afstammelingen zijn van Jafet en een verbasterde vorm van die oertaal spreken.
In de theorie van Becanus, uiteengezet in zijn Origines Antwerpianae (1569), bestond de oertaal uit basiswoorden van slechts één lettergreep. Langere woorden zijn samengesteld uit de basiswoorden. Enkele voorbeelden:
- Adam ← haat-dam: tegen de haat van de slang
- appel ← ap-fel: ap=happen, fel=wreed, de combinatie verwijst naar de appel in het Paradijs
- Eva ← Eu-vat: Eu=eeuw, de combinatie, een vat van alle eeuwen verwijst naar de vrouw als moeder
- Eva ← Eet-vat: Eet=Eed, de combinatie is het vat van de eed, want het Woord moest uit haar geboren worden
- vader ← vat-er: er=vullen, de combinatie verwijst naar de vader die het vat (moeder) vult

## Waardering
In zijn tijd had Becanus enkele aanhangers voor zijn denkbeelden. Onder zijn bewonderaars was onder meer Abraham Ortelius. Tot zijn vrienden behoorde Jan Vleminck, heer van Wijnegem.
Justus Lipsius en Hugo de Groot (zelf ook bedenker van omstreden etymologieën) verwierpen Becanus’ linguïstische theorieën. De taalkundige Scaliger schreef over Becanus' etymologie dat hij "nooit grotere onzin" las. Gottfried Wilhelm Leibniz introduceerde de incidenteel nog steeds gebruikte term "goropiseren" als aanduiding voor het verzinnen van bizarre etymologieën.
Becanus wordt weliswaar beschouwd als een van de vaders van de vergelijkende taalkunde, maar heeft op dat gebied weinig erkenning gekregen. In haar boek Taal als mensenwerk, het ontstaan van het ABN uit 2004 verleent de taalkundige Nicoline van der Sijs hem echter enig eerherstel.
- Bibsys: 11040029
- Biblioteca Nacional de España: XX1279978
- Bibliothèque nationale de France: cb107407275 (data)
- Biografisch Portaal: 27570555
- Digitale Bibliotheek voor de Nederlandse Letteren: goro001
- Gemeinsame Normdatei: 132744023
- International Standard Name Identifier: 0000 0001 1676 859X
- Library of Congress Control Number: n2016190066
- Nationale Bibliotheek van Tsjechië: ola2010594021
- Nederlandse Thesaurus van Auteursnamen: 070053499
- Réseau des bibliothèques de Suisse occidentale: 02-A018597115
- Système universitaire de documentation: 11733863X
- Virtual International Authority File: 77483746
- WorldCat: E39PBJk8WVRh3WfwHJ8vCtVt8C